# 移動発生源
移動発生源（いどうはっせいげん）は、主に大気汚染の発生源の形態を区分する場合に用いられる用語。自動車、船舶、航空機等の交通機関に起因する発生源を指す。細街路などを通行する自動車から発生するものについては、群小発生源として広域の面源としてとらえる場合もある。なお、これに対する用語として固定発生源がある。